# Мрочкув-Госцинни
Мрочкув-Госцинни (пол. Mroczków Gościnny) — село в Польщі, у гміні Опочно Опочинського повіту Лодзинського воєводства.
Населення — 490 осіб (2011).
У 1975-1998 роках село належало до Пйотрковського воєводства.

## Демографія
Демографічна структура станом на 31 березня 2011 року:
|          | Загалом | Допрацездатний вік | Працездатний вік | Постпрацездатний вік |
| -------- | ------- | ------------------ | ---------------- | -------------------- |
| Чоловіки | 243     | 61                 | 164              | 18                   |
| Жінки    | 247     | 56                 | 148              | 43                   |
| Разом    | 490     | 117                | 312              | 61                   |